# Ronchetti Cup
De Ronchetti Cup werd geïntroduceerd door de FIBA, als een tweede competitie na de European Cup for Women's Champions Clubs (later veranderd in EuroLeague Women) en liep tot 2002. De competitie heette eerst Women's Basketball European Cup Winners' Cup en veranderde in Ronchetti Cup in 1975. In 2003 werd de competitie veranderd in EuroCup Women.
Liliana Ronchetti begon haar loopbaan bij Como in Italië toen ze 20 jaar oud was. Ze bleef 25 jaar lang op het hoogste niveau spelen en sloot haar loopbaan af bij Palermo toen ze 45 jaar oud was. Ronchetti, of Lily zoals haar teamgenoten haar noemden, won vier titels met Como en speelde 83 wedstrijden voor Italië.
Eén jaar nadat ze gestopt was met basketballen, overleed Lily aan een ongeneeslijke ziekte.
Maar haar naam leeft voort in de Ronchetti Cup.

## De verschillende namen voor het toernooi
- 1972 tot 1974 - Women Basketball European Cup Winners' Cup
- 1975 tot 1995 - European Cup Liliana Ronchetti
- 1996 tot 2002 - Ronchetti Cup

## Winnaars van de Ronchetti Cup
| Jaar | Plaats     | Winnaar              | Uitslag                   | Tegenstander             |                                                     | 3e                                                  | Uitslag                                             | 4e |
| ---- | ---------- | -------------------- | ------------------------- | ------------------------ | --------------------------------------------------- | --------------------------------------------------- | --------------------------------------------------- | -- |
| 1972 | -          | Spartak Leningrad    | 170 - 124 (63-84 / 86-61) | Voždovac Belgrado        | Gerbe Montceau-les-Mines Lokomotiv Sofia            | Gerbe Montceau-les-Mines Lokomotiv Sofia            | Gerbe Montceau-les-Mines Lokomotiv Sofia            |    |
| 1973 | -          | Spartak Leningrad    | 140 - 92 (55-64 / 76-37)  | Slavia VŠ Praag          | Rode Ster Belgrado Levski Sofia                     | Rode Ster Belgrado Levski Sofia                     | Rode Ster Belgrado Levski Sofia                     |    |
| 1974 | -          | Spartak Leningrad    | 125 - 123 (68-58 / 65-57) | GEAS Basket              | IEFS Boekarest Královopolská Brno                   | IEFS Boekarest Královopolská Brno                   | IEFS Boekarest Královopolská Brno                   |    |
| 1975 | -          | Spartak Leningrad    | 143 - 113 (59-64 / 79-54) | Levski-Spartak Sofia     | Rode Ster Belgrado Minjor Pernik                    | Rode Ster Belgrado Minjor Pernik                    | Rode Ster Belgrado Minjor Pernik                    |    |
| 1976 | -          | Slavia VŠ Praag      | 141 - 129 (68-51 / 78-73) | Industromontaža Zagreb   | Gerbe Montceau-les-Mines Ceramica Pagnossin Treviso | Gerbe Montceau-les-Mines Ceramica Pagnossin Treviso | Gerbe Montceau-les-Mines Ceramica Pagnossin Treviso |    |
| 1977 | Rome       | Spartak Noginsk      | 97 - 54                   | Minjor Pernik            | Lokomotiv Sofia Slavia VŠ Praag                     | Lokomotiv Sofia Slavia VŠ Praag                     | Lokomotiv Sofia Slavia VŠ Praag                     |    |
| 1978 | Chaskovo   | Levski-Spartak Sofia | 50 - 49                   | Slovan ChZJK Bratislava  | Lokomotiv Sofia BSE Boedapest                       | Lokomotiv Sofia BSE Boedapest                       | Lokomotiv Sofia BSE Boedapest                       |    |
| 1979 | Jambol     | Levski-Spartak Sofia | 70 - 69                   | DFS Maritsa Plovdiv      | Teksid Torino Slovan ChZJK Bratislava               | Teksid Torino Slovan ChZJK Bratislava               | Teksid Torino Slovan ChZJK Bratislava               |    |
| 1980 | Pernik     | Monting Zagreb       | 82 - 76                   | DFS Maritsa Plovdiv      | Voždovac Belgrado Slavia Sofia                      | Voždovac Belgrado Slavia Sofia                      | Voždovac Belgrado Slavia Sofia                      |    |
| 1981 | Rome       | Spartak Noginsk      | 95 - 63                   | Monting Zagreb           | Slavia VŠ Praag Clermont UC                         | Slavia VŠ Praag Clermont UC                         | Slavia VŠ Praag Clermont UC                         |    |
| 1982 | Linz       | Spartak Noginsk      | 89 - 68                   | Královopolská Brno       | Akademik Sofia Tungsram SC Boedapest                | Akademik Sofia Tungsram SC Boedapest                | Akademik Sofia Tungsram SC Boedapest                |    |
| 1983 | Mestre     | BSE Boedapest        | 83 - 81 (2xOT)            | Spartak Noginsk          | Stade français AS Villeurbanne                      | Stade français AS Villeurbanne                      | Stade français AS Villeurbanne                      |    |
| 1984 | Boedapest  | Bata Roma            | 69 - 59                   | BSE Boedapest            | Racing Paris Basket Voždovac Belgrado               | Racing Paris Basket Voždovac Belgrado               | Racing Paris Basket Voždovac Belgrado               |    |
| 1985 | Viterbo    | CSKA Moskou          | 76 - 64                   | SISV Bata Viterbo        | DFS Kremikovtsi Sofia Spartak Sokolovo Praag        | DFS Kremikovtsi Sofia Spartak Sokolovo Praag        | DFS Kremikovtsi Sofia Spartak Sokolovo Praag        |    |
| 1986 | Barcelona  | Dinamo Novosibirsk   | 81 - 58                   | BSE Boedapest            | Iskra Delta Ježica DFS Kremikovtsi Sofia            | Iskra Delta Ježica DFS Kremikovtsi Sofia            | Iskra Delta Ježica DFS Kremikovtsi Sofia            |    |
| 1987 | Wittenheim | TTT Riga             | 87 - 80                   | Deborah Milano           | Iskra Delta Ježica Slavia VŠ Praag                  | Iskra Delta Ježica Slavia VŠ Praag                  | Iskra Delta Ježica Slavia VŠ Praag                  |    |
| 1988 | Athene     | Dinamo Kiev          | 100 - 83                  | Deborah Milano           | Slavia VŠ Praag Spartak Leningrad                   | Slavia VŠ Praag Spartak Leningrad                   | Slavia VŠ Praag Spartak Leningrad                   |    |
| 1989 | Florence   | CSKA Moskou          | 92 - 86                   | Deborah Milano           | Libertas Trogylos Priolo Iskra Delta Ježica         | Libertas Trogylos Priolo Iskra Delta Ježica         | Libertas Trogylos Priolo Iskra Delta Ježica         |    |
| 1990 | -          | Primizie Parma       | 150 - 131 (79-54 / 77-71) | Jedinstvo-Aida Tuzla     | Gemeaz-Cusin Milano Iskra Delta Ježica              | Gemeaz-Cusin Milano Iskra Delta Ježica              | Gemeaz-Cusin Milano Iskra Delta Ježica              |    |
| 1991 | -          | Gemeaz-Cusin Milano  | 152 - 145 (94-76 / 69-58) | Como Jersey              | CSKA Moskou Dorna Godella Valencia                  | CSKA Moskou Dorna Godella Valencia                  | CSKA Moskou Dorna Godella Valencia                  |    |
| 1992 | -          | Estel Vicenza        | 154 - 136 (67-78 / 76-69) | Libertas Trogylos Priolo | Conad Cesena CDB Zaragoza                           | Conad Cesena CDB Zaragoza                           | Conad Cesena CDB Zaragoza                           |    |
| 1993 | -          | Primizie Parma       | 162 - 132 (91-62 / 70-71) | GKS Olimpia Poznań       | Vivo Vicenza USV Olympic                            | Vivo Vicenza USV Olympic                            | Vivo Vicenza USV Olympic                            |    |
| 1994 | -          | Marani Cesena        | 144 - 133 (78-65 / 68-66) | Primizie Parma           | BEX Argentaria Tarbes Gespe Bigorre                 | BEX Argentaria Tarbes Gespe Bigorre                 | BEX Argentaria Tarbes Gespe Bigorre                 |    |
| 1995 | -          | CJM Bourges Basket   | 112 - 100 (56-47 / 53-56) | Primizie Parma           | Isab Energy Priolo Challes Savoie Basket            | Isab Energy Priolo Challes Savoie Basket            | Isab Energy Priolo Challes Savoie Basket            |    |
| 1996 | -          | Tarbes Gespe Bigorre | 163 - 126 (63-81 / 82-63) | Basket Alcamo            | BSE Boedapest ASPTT Aix-en-Provence                 | BSE Boedapest ASPTT Aix-en-Provence                 | BSE Boedapest ASPTT Aix-en-Provence                 |    |
| 1997 | -          | CSKA Moskou          | 131 - 125 (72-54 / 71-59) | Cariparma Parma          | ASPTT Aix-en-Provence Profi D Pančevo               | ASPTT Aix-en-Provence Profi D Pančevo               | ASPTT Aix-en-Provence Profi D Pančevo               |    |
| 1998 | -          | GYSEV-Ringa Sopron   | 140 - 137 (70-65 / 72-70) | ASPTT Aix-en-Provence    | ŁKS Sommer Komfort Łódź Elitzur Delek Ramla         | ŁKS Sommer Komfort Łódź Elitzur Delek Ramla         | ŁKS Sommer Komfort Łódź Elitzur Delek Ramla         |    |
| 1999 | -          | Sandra Gran Canaria  | 136 - 133 (79-72 / 64-54) | Lachen Ramat Hasjaron    | Isab Energy Priolo Waïti Bordeaux                   | Isab Energy Priolo Waïti Bordeaux                   | Isab Energy Priolo Waïti Bordeaux                   |    |
| 2000 | -          | Cerve Parma          | 123 - 116 (64-60 / 56-63) | Sandra Gran Canaria      | DJK Wildcats Aschaffenburg Kozatsjka-ZAlK Zaporizja | DJK Wildcats Aschaffenburg Kozatsjka-ZAlK Zaporizja | DJK Wildcats Aschaffenburg Kozatsjka-ZAlK Zaporizja |    |
| 2001 | -          | Familia Schio        | 160 - 145 (75-73 / 87-70) | Botaş SK                 | Kozatsjka-ZAlK Zaporizja AS Ramat Hasjaron          | Kozatsjka-ZAlK Zaporizja AS Ramat Hasjaron          | Kozatsjka-ZAlK Zaporizja AS Ramat Hasjaron          |    |
| 2002 | -          | Familia Schio        | 150 - 143 (69-73 / 77-74) | Tarbes Gespe Bigorre     | Postas Taban Trafik Dinamo Moskou                   | Postas Taban Trafik Dinamo Moskou                   | Postas Taban Trafik Dinamo Moskou                   |    |

## Winnaars aller tijden
| Cups | Club                 | In:                    |
| ---- | -------------------- | ---------------------- |
| 4    | Spartak Leningrad    | 1972, 1973, 1974, 1975 |
| 3    | Spartak Noginsk      | 1977, 1981, 1982       |
| 3    | CSKA Moskou          | 1985, 1989, 1997       |
| 3    | Cerve Parma          | 1990, 1993, 2000       |
| 2    | Familia Schio        | 2001, 2002             |
| 2    | Levski-Spartak Sofia | 1978, 1979             |
| 1    | Slavia VŠ Praag      | 1976                   |
| 1    | Monting Zagreb       | 1980                   |
| 1    | BSE Boedapest        | 1983                   |
| 1    | Bata Roma            | 1984                   |
| 1    | Dinamo Novosibirsk   | 1986                   |
| 1    | TTT Riga             | 1987                   |
| 1    | Dinamo Kiev          | 1988                   |
| 1    | Gemeaz-Cusin Milano  | 1991                   |
| 1    | Estel Vicenza        | 1992                   |
| 1    | Conad Cesena         | 1994                   |
| 1    | CJM Bourges Basket   | 1995                   |
| 1    | Tarbes Gespe Bigorre | 1996                   |
| 1    | GYSEV-Ringa Sopron   | 1998                   |
| 1    | Sandra Gran Canaria  | 1999                   |

## Per land
| Cups | x clubs | Land              |
| ---- | ------- | ----------------- |
| 12   | 6       | Sovjet-Unie       |
| 9    | 6       | Italië            |
| 2    | 1       | Bulgarije         |
| 2    | 2       | Hongarije         |
| 2    | 2       | Frankrijk         |
| 1    | 1       | Tsjecho-Slowakije |
| 1    | 1       | Joegoslavië       |
| 1    | 1       | Rusland           |
| 1    | 1       | Spanje            |